# محمد طاهر زهیر
محمدطاهر زهیر (زاده ۱۳۵۳ه‍.ش ولسوالی دره صوف بالا، ولایت سمنگان) یک سیاستمدار افغانستانی از قوم هزاره است. او از ۱۸ جوزای ۱۳۹۹ بدینسو، وزیر اطلاعات و فرهنگ افغانستان می‌باشد. طاهر زهیر از سال ۱۳۹۴ تا ۱۳۹۹ به‌عنوان والی ولایت بامیان بامیان خدمت کرده‌است. او از سال ۱۳۸۹ تا ۱۳۹۰، نماینده مردم سمنگان در دور پانزدهم پارلمان افغانستان، بود و از سال ۱۳۹۰ تا ۱۳۹۳ به‌عنوان مشاور معاونیت دوم ریاست جمهوری، محمد کریم خلیلی ایفای وظیفه نموده‌است.
طاهر زهیر تعلیمات ابتدایی را در ولسوالی دره صوف بالا، ولایت سمنگان تمام کرده و سند لیسانس‌اش را در رشته جامعه‌شناسی از یک دانشگاه خصوصی گرفته‌است؛ او همچنین دارای تحصیلات در حوزه علوم اسلامی نیز می‌باشد. وی، نزدیک به بیست سال تجربه در عرصه فعالیت‌های فرهنگی، سیاسی، اجتماعی و مدیریتی دارد.
طاهر زهیر، در سال ۱۳۸۹ از حوزه انتخاباتی ولایت سمنگان کاندیدای مجلس شورای ملی افغانستان شده و فعالیت‌های سیاسی-فرهنگی و توانست در انتخابات دور پانزدهم پارلمان افغانستان پیروز شود. او از سال ۱۳۸۹ الی ۱۳۹۰ نمایندگی مردم سمنگان را عهده‌دارد بود. از سال ۱۳۹۰ الی ۱۳۹۳، وی به‌عنوان مشاور سیاسی معاونیت دوم مقام عالی ریاست جمهوری ایفای وظیفه کرده‌است.
طاهر زهیر نزدیک به پنج سال، از ۲۹ ثور ۱۳۹۴ الی ۲۶ ثور ۱۳۹۹ به‌عنوان والی بامیان خدمت می‌کرد؛ از اقدامات مهم وی در این دوره، امضای تفاهم‌نامه خواهرخواندگی ولایت بامیان با ایالت گانسوی چین و خواهرخواندگی شهر بامیان با شهر ماترای ایتالیا می‌باشد.
وی به اساس حکم شماره ۵۴۷ مورخ ۱۸ جوزا ۱۳۹۹ مقام عالی ریاست جمهوری به حیث سرپرست وزارت اطلاعات و فرهنگ معرفی و منصوب شد.<